# Holyoke (Massachusetts)
Holyoke es una ciudad en el condado de Hampden, Estados Unidos, que se encuentra entre la ribera occidental del Río Connecticut y la cordillera Monte Tom. A partir del censo de 2020, la ciudad tenía una población de 38,238. Se encuentra a 13 km del norte de Springfield, Holyoke es parte del Área Metropolitana de Springfield, una de las dos áreas metropolitanas distintas de Massachusetts.
Holyoke es una de las primeras ciudades industriales planificadas en los Estados Unidos; construido en conjunto con la Presa Holyoke para utilizar la energía hidráulica de Hadley Falls, es una de las pocas ciudades de Nueva Inglaterra construida en torno a un plan cuadriculadas de carreteras. A fines del siglo XIX, la ciudad producía aproximadamente el 80% del papel usado en los Estados Unidos y albergaba las fábricas de papel, seda y lana de alpaca más grandes del mundo. Aunque un número considerablemente menor de empresas trabajan actualmente en la industria del papel, Holyoke todavía se conoce comúnmente como «La Ciudad del Papel». Holyoke es también el hogar del Salón de la Fama del Voleibol y es conocido como el «Lugar de nacimiento del voleibol», ya que el deporte olímpico jugado internacionalmente fue inventado y jugado por primera vez en el capítulo local de la YMCA por William G. Morgan en 1895.
Mientras trabajaba para Holyoke Water Power Company en la década de 1880, el ingeniero hidráulico Clemens Herschel inventó el medidor Venturi para determinar el uso del agua de molinos individuales en el Sistema del Canal de Holyoke. Este dispositivo, el primer medio preciso para medir flujos a gran escala, todavía se usa ampliamente en una serie de aplicaciones de ingeniería hoy en día, que incluyen obras sanitarias y carburadores, así como instrumentos de aviación. Alimentado por estos canales municipales hoy en día, entre el 85% y el 90% de la energía de Holyoke era carbono neutral a partir de 2016, con objetivos administrativos establecidos para alcanzar el 100% en el futuro inmediato.

## Historia

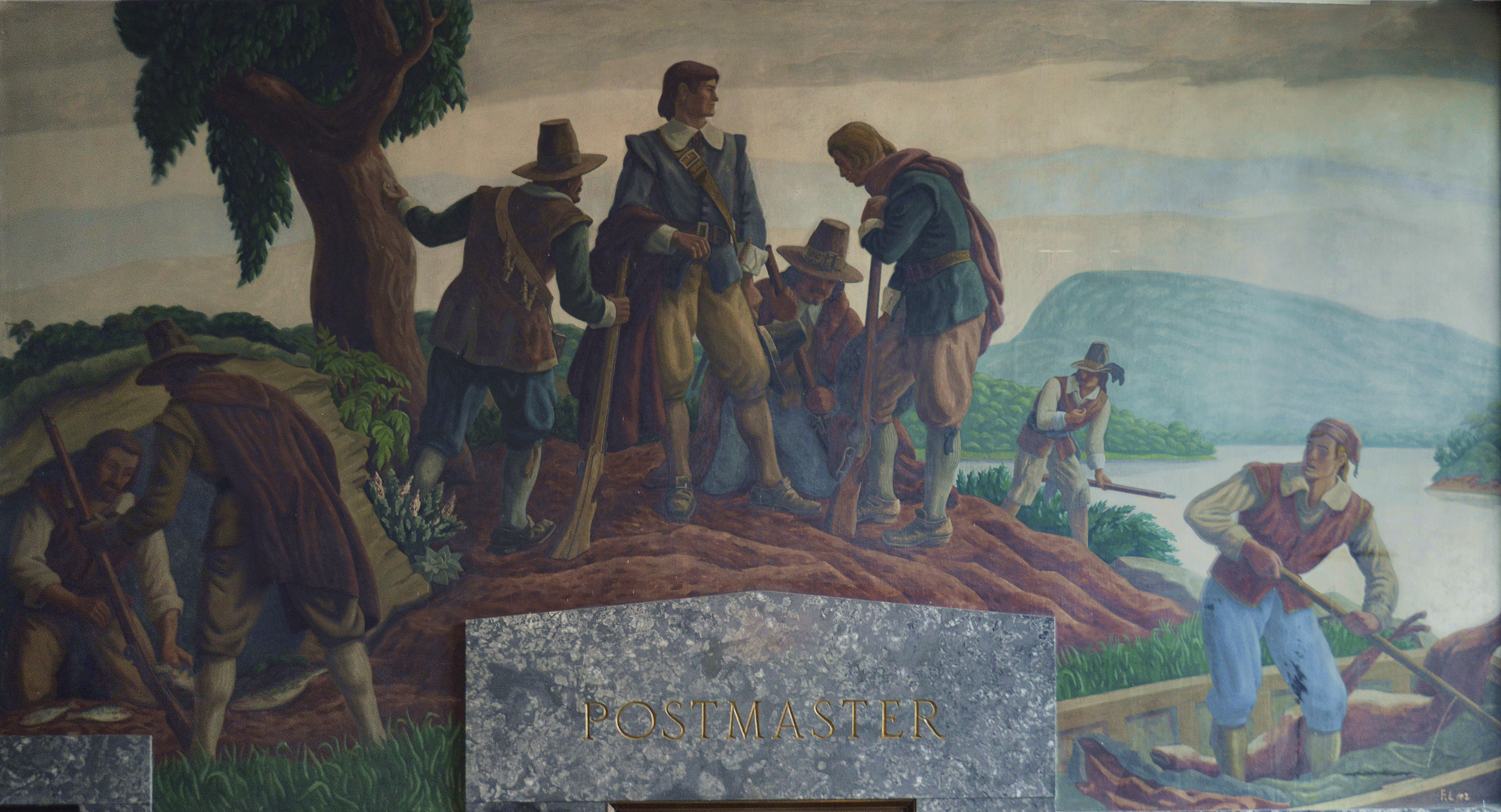
El mural de la New Deal de la oficina de correos, «Captain Alezue Holyoke's Exploring Party on the Connecticut River», por en, que representa en y otros colonos que inspeccionaron el área en el siglo XVII.

Los colonos ingleses llegaron por primera vez al valle del río Connecticut en 1633, y un puesto fue establecido en Windsor (Connecticut), por comerciantes de la plantación de Plymouth. En 1636, el tesorero asistente de Colonia de la bahía de Massachusetts y el iconoclasta puritano William Pynchon lideraron a un grupo de colonos de Roxbury (Massachusetts) para establecer Springfield en tierras que los exploradores habían investigado el año anterior. Consideraron que era la tierra más ventajosa en el valle del río Connecticut para la agricultura y el comercio. Este asentamiento, en fértiles tierras de cultivo justo al norte de las primeras caídas importantes del río Connecticut (en Enfield Falls), el lugar donde los buques de navegación marítima tuvieron que transferir su carga en pequeños acantilados para continuar hacia el norte en el Río Connecticut, rápidamente se convirtió en un asentamiento exitoso. debido a su posición ventajosa en el camino de la bahía de Boston, el camino de Massachusetts a Albany, y al lado del Río Connecticut. Originalmente, Springfield se extendía a ambos lados del Río Connecticut; la región finalmente fue dividida. La tierra en la orilla occidental del Río Connecticut se convirtió en West Springfield, Massachusetts; el área, previamente asignada a los terratenientes en el lado este del río en Springfield, había sido colonizada por los colonos en 1655.: 148  Holyoke como entidad geográfica se incorporó inicialmente como parroquia; la 3ra Parroquia de West Springfield, también conocida como «Irlanda» o «Irlanda Parroquial» fue incorporada por primera vez el 7 de julio de 1786.: 70  Aunque el nombre Hampden fue considerado, el área fue nombrada posteriormente para el colono de Springfield William Pynchon's yerno, Elizur Holyoke, que había explorado el área por primera vez en la década de 1650. Luego de la adquisición de tierras y el desarrollo por parte de Hadley Falls Company, la ciudad de Holyoke se incorporó oficialmente el 14 de marzo de 1850. La primera reunión oficial de la ciudad tuvo lugar una semana más tarde, el 22 de marzo de 1850.: 76–77 

### Comunidad industrial planificada

El sello de la pueblo se usó desde 1850 hasta 1874; contiene una colmena, en heráldica que simboliza la laboriosidad y la cooperación.

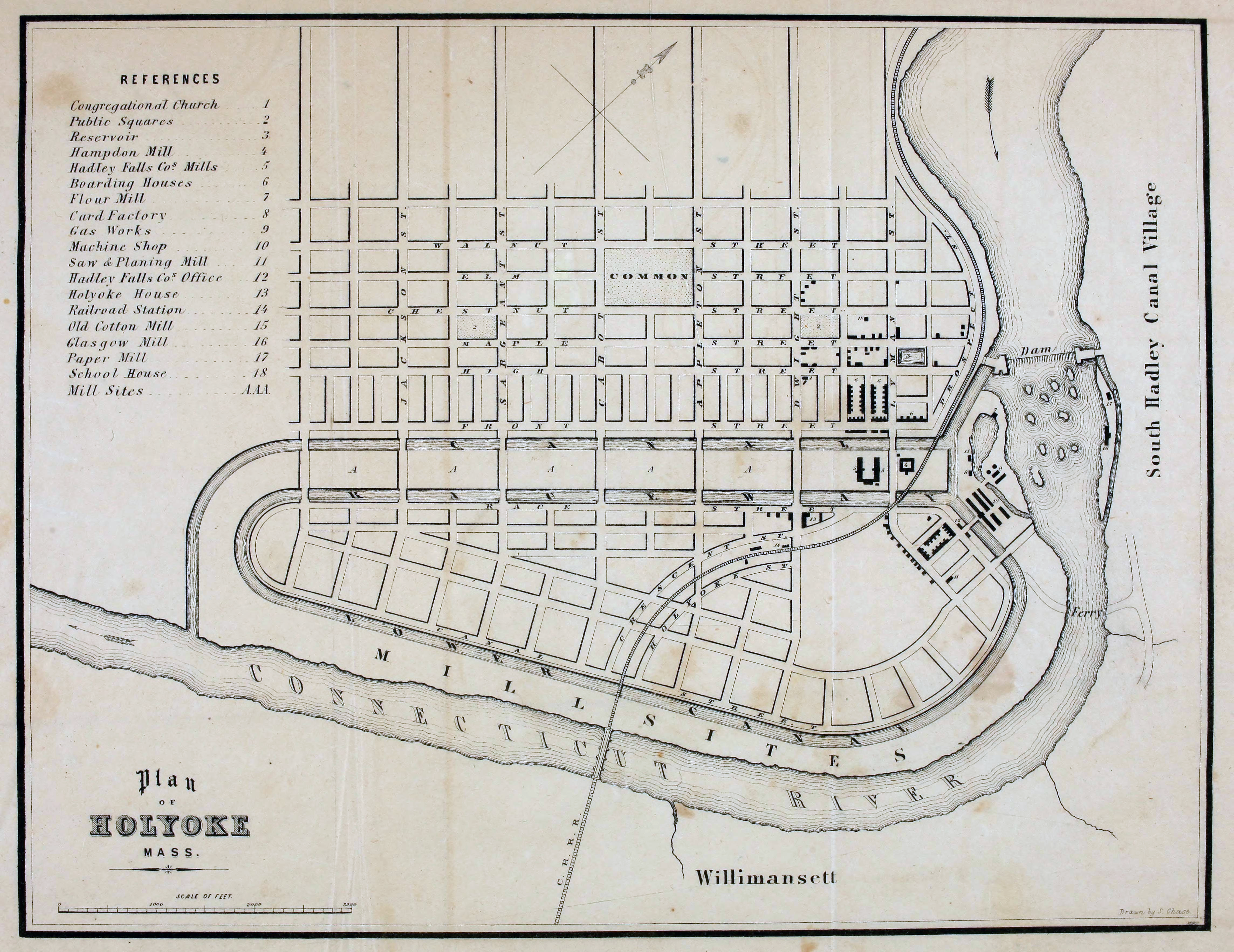
Plan temprano de Holyoke, 1853.

Como una de las primeras comunidades industriales planeadas en los Estados Unidos, el centro de Holyoke tiene rejillas de calles rectilíneas, una novedad en Nueva Inglaterra. Esta jerarquía es vista como una herramienta potencial de desarrollo económico, ya que destaca bien en edificios de gran altura, y los canales circundantes podrían ser ajardinados en una fuente de recreación y relajación. Mientras el Plan de los Comisarios de Nueva York de 1811 establece un sistema de calles y avenidas numeradas, los nombres de las rutas en el sistema de cuadrícula de Holyoke alternan entre las especies arbóreas de las calles del norte al sur (sicómoro, algarrobo, tilo, roble, haya, pino, nogal, olmo, castanea, acer), y los nombres de los fundadores de Hadley Falls Company (Lyman, Dwight, Appleton, Cabot, Sargeant, Jackson), así como de varios condados de Massachusetts (Hampden, Suffolk, Essex, Hampshire, Franklin) para las carreteras que se extienden hacia el este Oeste. La ventajosa ubicación de la ciudad en el río Connecticut -el más grande de Nueva Inglaterra- junto a Hadley Falls, la caída más empinada del río (60 pies/18 metros), atrajo a los asociados de Boston, que habían desarrollado con éxito Lowell industria textil. Desde finales del siglo XIX hasta mediados del siglo XX, Holyoke fue el mayor fabricante de papel del mundo. El elaborado Sistema del Canal de Holyoke, construido para alimentar fábricas de papel y textiles, lo distingue de otras ciudades del Río Connecticut.

### Inmigración y migración

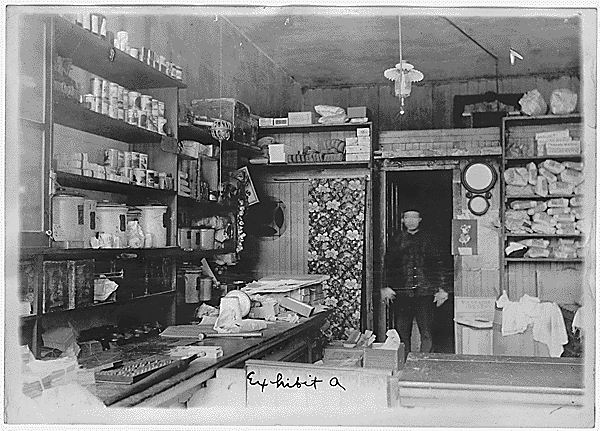
El interior de una tienda de lavandería de High Street propiedad y operado por el Sr. Lee Wong Hing, un comerciante Sinoestadounidense, 1904

Históricamente, una ciudad de inmigrantes de clase trabajadora, la primera ola de trabajadores de la fábrica era predominantemente irlandesa. Los inmigrantes irlandeses habían comenzado a establecerse en la región antes de la construcción de la represa y la industrialización que siguió, razón por la cual el nombre inicial de la zona era «Irlanda Parroquial». Las raíces irlandesas de Holyoke todavía se ven en su Desfile anual del día de San Patricio.
En la década de 1850, los propietarios de los molinos comenzaron a reclutar francocanadienses, a quienes se consideraba más dóciles y menos propensos a crear sindicatos debido a su origen agrario y su retórica antisindical promovida por el clero quebequense en esa época. En el momento en que la ciudad alcanzó su población máxima de 62,300 en 1913, 1 de cada 4 residentes era de orígenes canadiense francesa o francesa y la ciudad contenía la séptima población francoamericana más grande del país, superando la de Chicago o Nueva Orleans en ese momento. En 1980, a partir de una combinación de cambios económicos e integración cultural, esta población comprendía alrededor del 10% de la población, una cifra similar a aquellos que se identificaron como franceses o franceses canadienses en el censo de 2010.
En el censo de 1890, Holyoke tenía la tercera mayoría de residentes nacidos en el extranjero, per cápita, de cualquier ciudad de los Estados Unidos, con el 47% de los residentes nacidos en otro país; esto fue excedido solamente por Fall River, Massachusetts y Duluth, Minnesota. Más tarde, las oleadas de inmigración llevaron a un crecimiento significativo y la influencia cultural de las comunidades de alemanes, italianos, judíos, polacos y escoceses en la primera mitad del siglo XX.
A partir del final de la Segunda Guerra Mundial, una gran afluencia de puertorriqueños y otros grupos latinos comenzó a inmigrar al noreste de los Estados Unidos, impulsado en gran medida por el Programa de Trabajo Agrícola iniciado por el Departamento de Trabajo de los EE. UU. No a diferencia del programa Bracero, en las siguientes décadas la agencia contrató activamente a trabajadores puertorriqueños para trabajar en tierras agrícolas en los Estados Unidos; en el caso de Holyoke, muchos trabajaron en las plantaciones de tabaco del valle, llegando en busca de las oportunidades económicas de generaciones anteriores. En ese momento, los molinos de la ciudad habían empezado a cerrarse debido a los cambios en los paisajes económicos provocados por el globalismo temprano y la desindustrialización. Hoy los latinos forman el grupo minoritario más grande de la ciudad, con el mayor porcentaje de población puertorriqueña de cualquier ciudad en los Estados Unidos, fuera de Puerto Rico propiamente dicho, con el 44,7%. La población latina total de Holyoke, a partir del censo de 2010, era de 19.313, o el 48,4% de la población de la ciudad de 39,880.

## Geografía
Holyoke se encuentra ubicada en las coordenadas 42°12′42″N 72°38′33″O / 42.21167, -72.64250. Según la Oficina del Censo de los Estados Unidos, Holyoke tiene una superficie total de 59.14 km², de la cual 55.12 km² corresponden a tierra firme y (6.81 %) 4.02 km² es agua.

## Demografía
Según el censo de 2010, había 39.880 personas residiendo en Holyoke. La densidad de población era de 674,3 hab./km². De los 39.880 habitantes, Holyoke estaba compuesto por el 66.02 % blancos, el 4.68 % eran afroestadounidenses, el 0.75 % eran amerindios, el 1.07 % eran asiáticos, el 0.07 % eran isleños del Pacífico, el 23.51 % eran de otras razas y el 3.9 % pertenecían a dos o más razas. Del total de la población el 48.43 % eran hispanos o «latinos» de cualquier raza.

## Educación
Las necesidades educativas de la ciudad son atendidas por Escuelas Públicas de Holyoke, incluido Escuela Secundaria Holyoke, y una serie de instituciones privadas. Las escuelas privadas de la ciudad incluyen la Escuela Secundaria de Justicia Social Paulo Friere, la Escuela Católica Mater Dolorosa y la Escuela Secundaria Pope Francis, la última de las cuales se encuentra ahora en Springfield.

## Personalidades reconocidas
- David Kinsley (1939-2000), indólogo y catedrático estadounidense.
- A. Elizabeth Adams (1892-1962), zoóloga y profesora en Mount Holyoke College.